# Faverolles-en-Berry
Faverolles-en-Berry (do 7 lutego 2017 Faverolles) – miejscowość i dawna gmina we Francji, w Regionie Centralnym, w departamencie Indre. W 2013 roku populacja ówczesnej gminy wynosiła 351 mieszkańców. 
W dniu 1 stycznia 2019 roku z połączenia dwóch ówczesnych gmin – Faverolles-en-Berry oraz Villentrois – powstała nowa gmina Villentrois-Faverolles-en-Berry. Siedzibą gminy została miejscowość Villentrois. 